# 共和國宮 (明斯克)
共和國宮是位於白俄羅斯首都明斯克的一座政府建築，用於舉辦論壇、會議、音樂會、新年慶祝等活動。共和國宮在1985年開始興建，但因蘇聯解體而一度暫停施工。1995年亞歷山大·盧卡申科當選白俄羅斯總統後下令復工。共和國宮在1997年竣工，並在2001年12月31日啟用。

## 外部連結
- Official website （页面存档备份，存于）

53°54′13″N 27°33′37″E / 53.9035°N 27.5602°E